# Студент со связями
«Студент со связями» (англ. The Preppie Connection) — криминальная драма режиссёра Джозефа Кастело, основанная на реальных событиях. Мировая премьера состоялась 10 октября 2015 года.

## Сюжет
Действия фильма разворачиваются в США в начале 1980-х. Учащийся частной школы использует свои связи для распространения кокаина на территории кампуса частной школы.

## В ролях
| Актёр         | Роль                 |
| ------------- | -------------------- |
| Томас Манн    | Тобиас «Тоби» Хаммел |
| Люси Фрай     | Алекс Хейз           |
| Логан Хаффман | Эллис Тайнс          |
| Билл Сейдж    | Майк Хаммел          |
| Сэм Пейдж     | Мистер Дженнингс     |

## Производство
В январе 2013 года было объявлено, что Эван Питерс исполнит роль Тобиаса, а роль Алекс — Белла Хиткот. Однако Питерс и Хиткот выбыли из проекта. В июле 2014 года стало известно, что роль Алекс отошла Люси Фрай. Затем объявили, что Томас Манн и Логан Хаффман присоединились к проекту.

### Съёмки
Основная часть съёмок проходила в Нью-Йорке. Съёмки начались 21 июля и завершились 9 августа 2014 года. Съёмки в Пуэрто-Рико начались 12 августа того же года.

### Релиз
Мировая премьера фильма состоялась на «Hamptons International Film Festival» 10 октября 2015 года. Фильм также был показан на «Mill Valley Film Festival» 15 октября 2015 года. В декабре 2015 года кампания «IFC Films» приобрела права на распространение фильма. Фильм был выпущен 18 марта 2016 года в ограниченном прокате.